# West Hoxton, New South Wales
West Hoxton este o suburbie în Sydney, Australia.